# Radoslav Látal
Radoslav Látal (6 de janeiro de 1970) é um treinador ex-futebolista profissional tcheco que atuava como meia.

## Carreira
Radoslav Látal representou a Seleção Checa de Futebol, na Eurocopa de 1996 e 2000. 

## Títulos

### Club
Schalke 04
- UEFA Europa League: 1996–97

FC Baník Ostrava
- Gambrinus liga: [2003–04
- Czech Cup: 2004–05

Dukla Prague
- Czechoslovak Cup: 1989–90